# Maxanapis burra
Maxanapis burra är en spindelart som först beskrevs av Forster 1959.  Maxanapis burra ingår i släktet Maxanapis och familjen Anapidae. Inga underarter finns listade i Catalogue of Life.